# Björn Bengtsson
Björn Mikael Bengtsson (født 28. oktober 1972 i Malmø) er en svensk skuespiller. Han studerede på Högskolan för scen och musik vid Göteborgs universitet fra 1993 til 1996.
Bengtsson har i sin karriere været tilknyttet teatre som Malmö stadsteater, Stockholms stadsteater og Riksteatern.

## Udvalgt filmografi
- Gertrud (tv-film, 1999)
- Hot Dog (2002)
- Ramona (tv-serie, 2003)
- Kontorstid (2003)
- Vindere og tabere (2005)
- Beck (tv-serie, 2006)
- Offside (2006)
- Istedgade (kortfilm, 2006)
- Labyrint (tv-serie, 2007-2008)
- Rallybrude (2008)
- Psalm 21 (2009)
- Himmelblå (tv-serie, 2010)
- Någon annanstans i Sverige (2011)
- Julie (2013)
- Tykkere end vand (tv-serie, 2014-2020)
- Præsten i paradiset (2015)
- Således også på jorden (2015)
- The Last Kingdom (tv-serie, 2017)
- Conspiracy of Silence (tv-serie, 2018)
- Operation Ragnarök (2018)
- Mord i Skærgården (tv-serie, 2022)
- En helt normal familie (tv-serie, 2023)